# دهستان حسین‌آباد (شوش)
دهستان حسین‌آباد نام دهستانی در بخش مرکزی شهرستان شوش، استان خوزستان در ایران است. براساس سرشماری مرکز آمار ایران در سال ۱۳۸۵، جمعیت آن ۴۲۰۷۴ نفر (۷۵۲۲ خانوار) بوده‌است.این دهستان دارای ۳شهر است هستند.